# Dedal
Dedal (Dajdal, grško Δαίδαλος, Daidalos, latinsko Daedalus), Metionov sin, je bil v grški mitologiji slaven stavbenik, kipar in kamnosek.

## Etimologija imena Dedal
Dedal izhaja iz grškega imena Daidalos in pomeni premeteni, pametni ali iznajdljiv. 

## Dedalova družina
Dedal je izhajal iz rodu Erehtidov. Bil je Metionov sin in Erethejev pravnuk. Imel je sina Ikarja in sestro Polikasto (drugo ime zanjo je Perdiks, ki pomeni jerebica). Ko je Dedal ubil Talosa (Polikastinega sina), si je Polikasta vzela življenje.

## Mitološka različica

### Beg z Aten
Dedal je bil kamnoseški mojster, a ljubosumen po naravi. Njegov najbolj bister in nadarjen učenec je bil njegov nečak Talos. Talos je že kot deček iznašel veliko uporabnih predmetov (lončarsko vreteno, žaga, strug ...) in njegov sloves je rasel. Ker se je Dedal bal, da bi ga lahko učenec zasenčil, je svojega nečaka ubil. Dedala je areopag kaznoval z izgnanstvom, tako je s sinom Ikarjem zapustil Atene in se zatekel na Kreto.

### Labirint
Dedal je pri kralju Minosu užival velik sloves, dokler ni Minos spoznal, da je Dedal pomagal njegovi ženi Pazifai, da se je združila s Pozejdonovim belim bikom. Da bi Minos lahko skril pošast, ki ga je rodila njegova žena, je Dedal zgradil labirint, v katerega pa je kralj poleg Minotavra zaprl tudi Dedala in njegovega sina.

### Pozejdonov beli bik
Pozejdonov beli bik je pobesel in pustošil po Kreti, dokler ga ni Heraklej odvedel v Grčijo. Tam ga je Evristej poklonil Heri, a ta je dar zavrnila in bik je še naprej besnel ter ubil na stotine ljudi, med njimi tudi Minosovega sina Adrogeja. Na Maratonskem polju ga je nato premagal Tezej. V zameno za sinovo izgubo je kretski kralj od Aten zahteval vsaki devet let sedem mladeničev in sedem mladenk, ki jih je Minotaver raztrgal.

### Ikarjev padec
Ko je napočil čas za novo pošiljko, se je Tezej sam javil in odšel z ostalimi mladenkami in mladeniči proti Kreti. Minosova hči Ariadna se je v Tezeja zaljubila in Dedal jima je pomagal z nasvetom, kako najti pot iz labirinta. Tezej je Minotavra ubil, Dedal pa je s sinom pobegnil s Krete. Za pobeg je na leseno ogrodje z voskom pritrdil ptičje perje in izdelal krila. Ikarju je naročil, naj ne leti previsoko, saj mu bo sonce stopilo vosek. Ikar pa ga ni poslušal in je tako strmoglavil v morje.

### Dedal na Siciliji
Ko je oče pokopal sina, je letel dalje na otok Sicilijo. Tam ga je sprejel kralj Kokal in Dedal je zanj ustvaril mnoge umetnine. Ko je kralj Minos izvedel, kje je Dedal, je zbral vojsko, da pojde ponj. Vendar je bil kralj Minos ukanjen. Namesto tople kopeli, je Kokel dal kad toliko greti, da se je Minos nazadnje zadušil v vreli vodi. Dedal je na Siciliji ostal do svoje smrti in bil tam tudi pokopan.